# Astrahan
Astrahan [ástrahan] (rusko А́страхань, tatarsko Ästerxan, perzijsko حاجی‌ترخان Hadži-Tarkhan) je rusko mesto, upravno središče Astrahanske oblasti. Leži ob delti Volge in ima okoli 520.000 prebivalcev.

## Zgodovina
Ustanovili so ga v prvi polovici 15. stoletja. Leta 1556 je Ivan IV. zavzel mesto in od takrat naprej je pod Rusijo. Leta 1569 so Turki zavzeli in požgali celotno naselje. Med vojno s Perzijo je bil Astrahan glavno oporišče Petra Velikega.

## Gospodarstvo
Astrahan je pomembno rečno in morsko pristanišče in središče ribolova ter proizvodnje kaviarja v bazenu Volge in ob Kaspijskem jezeru.
V mestu in v njegovi okolici se nahaja še ladjedelnica, živilska in lesna industrija, industrija celuloze in papirja.